# Ant Rowstron
 Antony „Ant“ Rowstron (* 1971) ist ein britischer Informatiker.
Rowstron erhielt seinen Master-Abschluss in Informatik 1993 an der University of York und wurde dort 1997 promoviert. Danach forschte er an der Universität Cambridge und war Berater der Olivetti und Oracle Forschungslaboratorien in Cambridge. Ab 1999 war er bei Microsoft Research in Cambridge.
Er ist Principal Researcher und stellvertretender Labordirektor bei Microsoft Research in Cambridge, wo er die  Abteilung Systeme und Netzwerke leitet.
Mit Peter Druschel und Miguel Castro arbeitete er an der Pastry-Technologie für Overlay-Netze mit Peer-to-Peer, angewandt in der Gruppenkommunikations-Software Scribe (zum Beispiel von Microsoft im Customer-Relationship-Management eingesetzt) und in SplitStream (Verbreitung von Streaming-Inhalten), sowie in der Programmierschnittstelle DRT API (Distributed Router Table) und der PNRP API von Windows. Die entsprechenden Aufsätze zählen zu den hochzitierten Arbeiten. In diesem Zusammenhang stehen auch Verteilte Hashtabellen (DHT, Distributed Hash Tables).
Er arbeitet auch an speicherintensiven Datenzentren-Anwendungen für Cloud Computing (Rack Scale Computer).
Rowstron befasste sich auch mit Routing-Protokollen in Funknetzen und Roboter Fußball.
2016 erhielt er den Mark Weiser Award. 2010 wurde er Fellow der British Computer Society.

## Schriften (Auswahl)
- mit P. Druschel: Pastry: Scalable, distributed object location and routing for large-scale peer-to-peer systems, Proceedings of the 18th IFIP/ACM International Conference on Distributed Systems Platforms (Middleware), 2001
- mit P. Druschel: Storage management and caching in PAST, a large-scale, persistent peer-to-peer storage utility, ACM SIGOPS Operating Systems Review, Band 35, 2001, S. 188–201
- mit M. Castro, A.M. Kermarrec, P. Druschel: SCRIBE: The design of a large-scale event notification infrastructure, Networked group communication 2233, 2001, S. 30–43
- mit P. Druschel, A.M. Kermarrec, M. Castro: SCRIBE: A large-scale and decentralized application-level multicast infrastructure, IEEE Journal on Selected Areas in Communications, Band 20, 2002, S. 1489–1499
- mit P. Druschel, A. Ganesh, M. Castro, D.S. Wallach: Secure routing for structured peer-to-peer overlay networks, ACM SIGOPS Operating Systems Review, Band 36, 2002, S. 299–314
- mit P. Druschel, A.M. Kermarrec, A. Nandi, M. Castro, A. Singh: SplitStream: high-bandwidth multicast in cooperative environments, ACM SIGOPS Operating Systems Review, Band 37, 2003, S. 298–313
- mit  J. Crowcroft, M. Castro, L. Zhou, L. Zhang, P. Barham: Vigilante: End-to-end containment of internet worms, ACM SIGOPS Operating Systems Review, Band 39, 2005, S. 133–147